# Personentransportsystem
Bei Personentransportsystemen handelt es sich um Transportsysteme im öffentlichen Personenverkehr.
Eine besondere Stellung nehmen dabei die automatischen Personentransportsysteme ein, die (Automated) People Mover oder Personal Rapid Transit (PRT) sein können. Solche Systeme sind sehr komplex – insbesondere, wenn sie nicht nur auf abgesperrten, weichenlosen Trassen fahren sollen.